# エチュード (中原麻衣の曲)
「エチュード」は、声優の中原麻衣の2ndシングルである。2005年3月2日にLantisから発売された。

## 解説
前作「ロマンス (中原麻衣の曲)」から約4ヶ月ぶりのリリースとなるシングル。PVが収録されたDVD付。
シングル表題曲では唯一のアルバム未収録曲でもあるが、カップリングの「selfish girl」は「ミニシアター」に収録されている。

## 収録曲
（全編曲：大久保薫）
1. エチュード[4:51]
  - 作詞・作曲：rino
2. selfish girl[4:25]
  - 作詞・作曲：ゆうまお
3. エチュード（off vocal）
4. selfish girl（off vocal）

## DVD
- music clip 『エチュード』